# Gadolinit
Gadolinit je mineral skoraj črne barve in steklastega leska, ki sestoji predvsem iz silikatov erbija, itrija, cerija, berilija in železa. Gadolinit je vir redkozemeljskih kovin. Ima monoklinsko zgradbo, njegova trdota po Mohsu je od 6,5 do 7, gostota 4,0 do 4,7 g/m3.
Mineral je dobil današnje ime leta 1800, po finskem mineralogu Johanu Gadolinu, ki ga je preučeval od leta 1792 in iz njega izoliral redko zemljo itrijev oksid. Njegov mineral je imel kemijsko formulo Y2FeBO2(SiO4)2.